# バディ・ホリー
チャールズ・ハーディン・ホリー（Charles Hardin Holley、1936年9月7日 - 1959年2月3日）は、バディ・ホリー（Buddy Holly）の名で知られるアメリカ合衆国のシンガーソングライター。1956年から1959年にかけてザ・クリケッツを率い音楽活動を行っていた。1959年にリッチー・ヴァレンス、ザ・ビッグ・ボッパーと共に搭乗した小型機の墜落事故により死去。テックスメックスと呼ばれる独特のサウンドと黒縁メガネのルックスは後世のロック・グループに強い影響を与えた。1986年にロックの殿堂入り。

## 来歴
しゃくりあげるような裏声を用いて独特のアクセントをかもすヒーカップ唱法や、現代のロックにも通じるギターサウンドや軽快なビートが特徴である。
ホリーのバンド、バディ・ホリー&ザ・クリケッツはギター2本とベース、ドラムスでバンドを編成し、後のバンドの基本的な形となった。当時はロックンロールでもいわゆるビッグバンドスタイルが主流だったが、金がない彼らは、巡業では4人のバンドメンバーだけで演奏することが多く、結果的にそのスタイルが定着した。バディとドラムのジェリー・アリソンだけで回ったこともある。
活動後期にはヴォーカルのダブルトラックやストリングスの導入など、レコーディング・テクニックの可能性を追求し始めた。存命し続けていればさらなる音楽的発展が期待できたとも言われており、今尚その早すぎる死を惜しむ声は多い。
「ローリング・ストーンの選ぶ歴史上最も偉大な100人のシンガー」において第48位。
「ローリング・ストーンの選ぶ歴史上最も偉大な100組のアーティスト」において第13位。
2011年、「ローリング・ストーンの選ぶ歴史上最も偉大な100人のギタリスト」において第80位。

## 生い立ち〜初期のキャリア
1936年9月7日テキサス州ラボック で4人兄弟の末っ子として生まれる。ホリー家はおおむね英国とウェールズからの移民の子孫であったが、若干ネイティブ・アメリカンの血も入っていた。父ローレンス・オデル・ホリー(1901〜85)は二人の祖父の名前からチャールズ・ハーディンと名付ける。母エラ(1902〜90)からは、名前を略してバディと呼ばれるようになった。音楽を愛好する家庭環境の中で育ち、当時5歳のバディは二人の兄ラリー(1925〜)とトラヴィス(1927〜2016)と共に地元の音楽コンテストに出場し賞をとる。1949年(13歳)自宅にてワイヤー・レコーダー を使用し最初の録音を行う。1951年（15歳）ハッチンソン中学でボブ・モンゴメリー(1937〜2014)と出会い音楽活動をスタートする。

## 1953〜1954年

### バディ＆ボブ

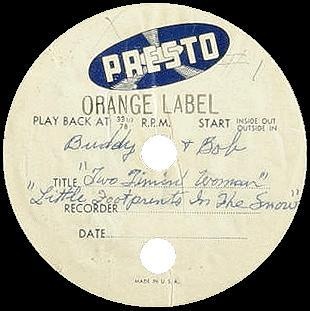
"My Two Timin' Woman"

1953年バディはジャック・ニール と共に地元のラジオ局KDAVに売り込む。若い二人を局のオーナー、デイブ・ストーンとDJハイポケッツ・ダンカンは支持した。日曜午後の音楽番組「サンデー・パーティー」を持たせ、デモ録音の場所を提供した。1954年結婚のため音楽活動を停止したジャックに代わりに中学の同級生ボブ・モンゴメリーが新たなパートナーとなる 。プロモーターも兼ねるハイポケッツはラボックのダンスホール「コットン・クラブ」にマーティ・ロビンス、マーリン・ハスキー、ポーター・ワグナーなど人気カントリーミュージシャンを呼び、その前座としてバディ＆ボブを起用。二人は少額のギャラなど気にもせず憧れのスターと同じステージに立つ喜びに満足した。ハイポケッツの回想。「あの子達は観客にアピールする事に非常に熱心でした。KDAVに来る子供達の中でもバディとボブは才能があり、特にバディは（プロミュージシャンとして成功し）外に出ていこうという決意に満ちていました」この時期の編成はバディ＆ボブ、ラリー・ウェルボーン（Bass）の三人。リード・ヴォーカルはボブがとった。自らの音楽を「ウェスタン＆バップ」と呼び、名刺に記載した。

## 1955年

### エルヴィス・プレスリー
バディに大きな転機が訪れる。6月3日ラボックのポンティアック・ディーラー新規オープン記念のショウにエルヴィス・プレスリー出演、その前座をバディ＆ボブが務める。前年8月サン・レコードからのデビュー以来その激しいステージ・アクトで聴衆を熱狂させるエルヴィスの評判は中西部まで響いていた。バディはエルヴィス・サウンドに強い衝撃を受け、ロックンロールに夢中になる。バディはエルヴィスと会話し「とても気さくで素敵な人」とハイポケッツに語っている。
クリケッツのドラム、ジェリー・アリソンの回想。「僕が初めてバディを見たのは彼らがまだ中学生の時、バディ＆ボブとのステージです。その後グループは編成にベースやスティールを加え大きくなる中でドラムの僕やソニー・カーティス（Gt）もプレイに参加しました。ですがエルヴィスのステージを見たバディは元の3人編成に戻したためドラムの僕は不要となりました。エルヴィスのバンドはドラム無しの3人でしたから。ところが再度エルヴィスがラボックに来たときドラムがいるじゃありませんか！そうして僕はまた彼らとプレイする事になったんです」

### 4曲のオリジナル
10月14日KDAVのプロモートによりラッボクのフェア・パーク・コロシアムにおいてロックンロール・ショウ開催。ビル・ヘイリー＆ヒズ・コメッツをメインアクトとしジミー・ロジャース・スノウ(ハンク・スノウの息子)が出演、バディ＆ボブが前座を務めた。このショウに随行していたナッシュビルのブッキング・エージェント、エディ・クランデルはソロ・アーティストとしてのバディ・ホリーに強い興味を持つ。
12月7日午前7時21分クランデルがKDAVオーナー、デイブ・ストーン宛に送った電報。
クランデルは出来上がったデモ・ディスクをナッシュビルの音楽出版社シダーウッド・ミュージックの経営者ジム・デニーに聞かせ、これにデッカ・レコードのポール・コーエンが食指を伸ばす。しかしデッカから来たオファーはバディ・ホリーのみでボブは含まれていなかった。二人にとって受け入れがたい内容だったがボブの説得により翌1956年1月バディ・ホリーはレコーディング・アーティストとしでデッカ・レコードと12か月、ソング・ライターとしてシダーウッド・ミュージックと3年間の契約を結ぶ。この時契約書に「Holley」を「Holly」とするスペル・ミスがあったがバディは委細気にすることなく以降「Holly」で通す。「僕とバディはいつも町に来るスターの乗る車を見ていました。皆テネシー州のナンバーを付けたキャディラックです。僕達は考えました。成功への近道、それはレコード会社と契約する事だと」(ボブ・モンゴメリー)

## 1956年

### ナッシュビルの大物たち

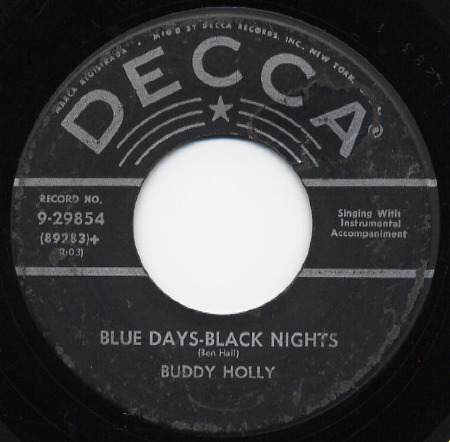
"Blue Days, Black Nights",

1月26日デッカ最初のセッション。場所はテネシー州ナッシュビル南16番通り、ブラッドリーズ・バーン・スタジオ。エンジニア・ルームにはこのスタジオの所有者オウエン・ブラッドリー、通りの向かいに音楽出版社シダーウッド・ミュージックのオフィスを構えるジム・デニー、デッカ・レコードのエグゼクティブ・チーフ、ポール・コーエンら業界の辣腕三人。ラリー・ウェルボーン、ジェリー・アリソンは在学中のため録音に参加できずソニー・カーティス(Gt)、ドン・ゲス（Bass）がバディと共にスタジオ入り。バディがヴォーカルに集中出来るようハウス・ギタリスト、グラディ・マーティンが呼ばれリズムセクションをリードした。デビューシングル「ブルーデイズ・ブラックナイト/ラブミー」を含む4曲を録音。ソニー・カーティスの回想。「バディの運転する新車のオールズモービルの屋根にドンのベースをくくりつけてナッシュビルまでの長旅でした。帰る時、僕たちはほとんど一文無し。東テキサスでバディの叔母さんの家でようやくまともな食事にありついたのを覚えてますよ」

### ノ・ヴァ・ジャック・スタジオ
2月バディと仲間たちはラボックから100マイル、ニューメキシコ州クロービスを目指す。目的は東7番通り1313番ノーマン・ペティ所有ノ・ヴァ・ジャック・スタジオでのデモ録音。ペティはノーマン・ペティ・トリオとして「ムーン・インディゴ」「オールモスト・パラダイス」のヒット曲を持つピアニスト。元々自身の録音目的で建造されたプライベート・スタジオだったがその優れた設備は人口に膾炙するところとなり外部の人間にも開放されていた。スタジオの使用料は時間では無く1曲単位で定められた。4月までに7曲を録音。1年後このスタジオとノーマン・ペティはバディ・ホリーの音楽キャリアにおいて最も重要な拠点、パートナーとなる。
4月16日ファースト・シングル「ブルーデイズ・ブラックナイト/ラブミー」発売。このシングルはチャート・インする事無く終わった（実売1万9千枚）。しかしバディはエージェント宛に手紙で「僕たちのレコードはワシントンD.Cやミズーリ周辺で売れている、と言われました」と書き送っている。ジェリー・アリソンとソニー・カーティスはナッシュビル二度目のセッションでジューク・ボックスの中に自分達のレコードを見たときの興奮を後々まで覚えている。

### 最悪の音楽、才能無し
7月22日2回目のセッション。ソニー、ドン、ジェリーのバディの仲間のみ4人で「ザットル・ビー・ザ・デイ」の初期バージョンを含む5曲を録音。セッションは開始前からつまづいた。現地でレンタルするはずのベースがスタジオに届かなかった。「ブラッドリーはこの後水上スキーに行く予定があったらしく、『20分だけ待つ』と言ってましたね。必死になってベースを調達しました」「ザットル・ビー・ザ・デイ」はジョン・ウェイン主演映画『捜索者』の中で主人公が印象深く繰り返すセリフをモチーフにしたバディとジェリーの共同作曲。「ブラッドリーは『今まで聞いた中で最悪の曲』と言ったみたいですね。」(ジェリー・アリソン)「まあ僕達の演奏技術が至らなかったのは確かですが、エンジニア・ルームの全員がこの曲は最悪だと思ったみたいです。でも子供が一人いてスタジオの掃除をしてたんです。僕聞いたんですよ、『どの曲が一番良かった？』って。そうしたら彼は『ザットル・ビー・ザ・デイが好き』と答えました。『イエィ！君分かってるね！』って」（ソニー・カーティス）このセッションからシングルはリリースされなかった。バディはブラッドリー、ジム・デニーと良好な人間関係を保っていたがポール・コーエンはバディの才能を疑っていた。コーエンはバディにこう告げている。「君は僕が今まで仕事してきた中で最も才能が無いな」
11月15日デッカ3度目のセッション。12月セカンド・シングル「モダン・ドン・ファン/ユー・アー・マイ・ワン・デザイアー」発売。市場での反応は無く、翌1957年1月26日デッカはバディ・ホリーとの契約を打ち切る。
バディたちにとってデッカでの1年は苦い経験となった。元々排他的な性格を持つナッシュビルでさしたる人脈も無くラボック周辺でのキャリアしか持たない彼らは不利だった。「彼らは僕たちとサウンドなどの打ち合わせをほとんどする事なくマイクのスイッチを入れました。彼らはロックンロール・ミュージシャンを必要としながらその制作の経験はありませんでした。ナッシュビルは基本的にカントリー音楽の専門ですからね」（ソニー・カーティス）オウエン・ブラッドリー後のインタビュー。「我々がロックン・ロールの扱いを知らなかった、と言いうのが正直なところ。僕達はカントリーを録るつもりだったが、バディは何か違う方向に行ってる感じがした。後でブランズウィックの『ザットル・ビー・ザ・デイ』を聞いたが、最初に（デッカ録音で）これをやってくれれば良かったのにね。ま、一種の事故みたいなものかな」

## 1957年

### 完璧なデモ録音

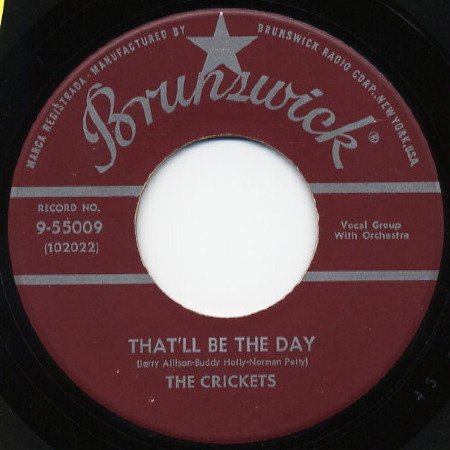
"That'll Be The Day"

2月バディ・ノックスの「パーティー・ドール」が全米NO.1ヒットとなっていた。この曲は1956年4月にノ・ヴァ・ジャック・スタジオで録音されN.Yのルーレット・レコードから発売されたもの。これに触発されたバディらは新たなレコード会社との契約をルーレットに定める。2月25日ノ・ヴァ・ジャック・スタジオで「アイム・ルッキング・フォー・サムワン・トゥ・ラブ」「ザットル・ビー・ザ・デイ」2曲のデモを録音。バディはデッカで録音しながらお蔵入りとなっていた「ザトル〜」に絶対の自信を持っていた。この曲に新たなアレンジとバック・コーラスを加え録音。ラリー・ウェルボーンの回想。「『ザトル〜』には本当に長い時間をかけました。バック・コーラスと一緒に何度となくテイクを重ねそれをバディとノーマン・ペティが繰り返し確認してました」
しかし「ザットル・ビー・ザ・デイ」のデモを聴いたルーレットは自社専属のバディ・ノックスやジミー・ブラウンと似たタイプのバディ・ホリーとの契約よりむしろ楽曲のほうに興味を示し、バディ・ノックスにこれらの曲を歌わせたいと考えた。当然ホリー側の希望とは折り合いがつかず交渉は流れた。見かねたノーマン・ペティはこれまでの人脈を使いバディらを援護する。まずコロンビアに打診するもミッチ・ミラーの回答は「No」。だがコーラル・レコードのボブ・シールは「ザットル・ビー・ザ・デイ」を聴きその完成度の高さに驚き正式の録音は行わずデモ・テープをそのままレコード化したい意思があると言う。

### 違約
3月19日コーラル・レコードと契約。「ザットル・ビー・ザ・デイ」のレコード化にあたって大きな障害があった。デッカとの契約内容に「契約期間中録音した曲は最低5年間他社で再録音する事は出来ない」という条項がありこれに抵触した。苦肉の策として別グループの名義で「ザトル〜」を発売するというもの。新グループ命名にあたり百科事典から選んだ昆虫の名「クリケット（コオロギ）」を採用、ザ・クリケッツが誕生した。最終的にソロ・アーティスト、バディ・ホリーをコーラルと、ザ・クリケッツをブランズウィックと別々に契約する変則的な形がとられた。奇しくもコーラル、ブランズウィック共にバディを一年で切り捨てたデッカの子会社であった。数か月後デッカは「ザトル〜」のヒットを受けこれに気付くが看過している。

### 全米NO.1ヒット
5月27日「ザットル・ビー・ザ・デイ/アイム・ルッキング・フォー・サムワン・トゥ・ラブ」発売。初動は悪かったが徐々に売り上げを伸ばし8月全米 No.1ヒット（R&B2位）を記録。9月には100万枚を突破、ミリオンセラーとなる。

### ペギー・スー

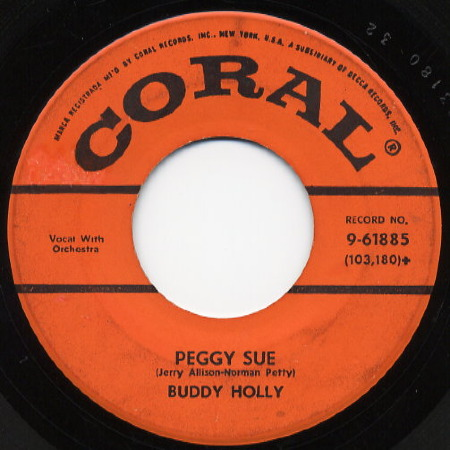
Peggy Sue

6月29日〜7月1日「ペギー・スー」録音。「ペギー・スー」は元々「シンディー・ルー」というタイトルのラテン・ビートを持ったスロー・テンポの曲だったが現場で大胆なアレンジが施された。「最初にチャ・チャのリズムを入れてみましたが上手くいきませんでした。ジェリー（アリソン）がバディに提案しました。『曲名をペギー・スーに変えてみたら？』バディはジェリーに『パラディドル（ドラム・ルーディメンツの一つ）入れてみて。』これで曲が走り出しました」（ニキ・サリヴァン）全体の音量バランス調整のためドラムセットをスタジオのロビーに移動、この音をペティはエコー・チャンバーを通したマイクで拾い、曲に合わせエコーの強弱を手動で操作した。マイキングが完了するとバディのギター・プレイに問題が起きた。「僕はバディと一緒にリズム・ギターを弾いてたんですが、彼のギターがリズムからソロにチェンジする時、ギターのスイッチ切り替えのタイミングがどうしても合いません。仕方がないので、僕達が演奏中のバディのギターのスイッチを切り替えました。」（ニキ・サリヴァン）「僕は2、3日間録音を続ける彼らが疲れてるのを知ってたので皆に休むように言いました。しかしバディは『もう少し続けさせてくれ。僕は眠くないから。』僕が『O.K』と返事したのが朝の5時半、そう確か9時半頃には完全なマスターが出来上がってました」（ノーマン・ペティ）完成した「ペギー・スー」のB面には「今までと違う少し変わった感じの可愛い曲を」と言うメンバー達のリクエストで「エブリデイ」が選ばれた。「『エブリデイ』には時間がかかりました。僕はセレステを演奏する事になりスタジオとエンジニア・ルームを行ったり来たりでした」（ノーマン・ペティ）ドラムのジェリー・アリソンは即興で膝を叩いている。

### 人種のはざまで
アポロ・シアター出演

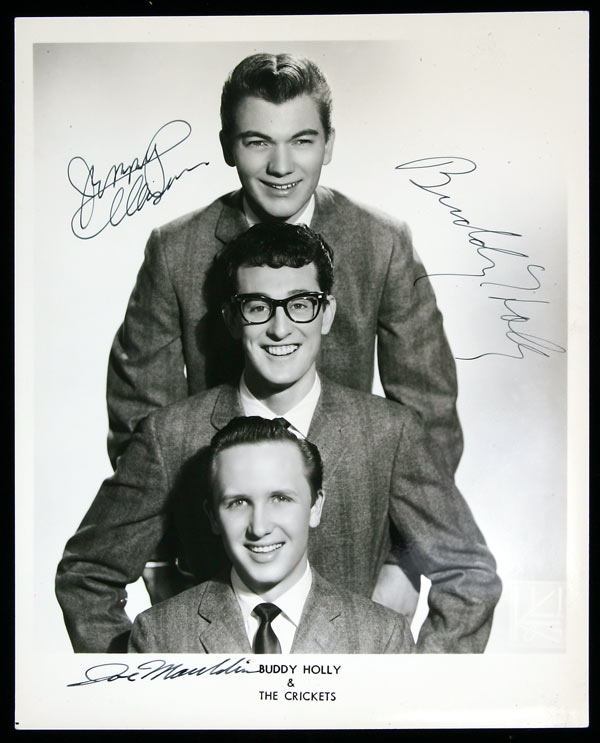
Buddy Holly & The Crickets 1957(もしくは1958) コーラルのパブリシティフォト

8月2日バディ＆クリケッツにとって最初の大規模なツアーがスタート。80日間のスケジュールの中にアポロ劇場での一週間が含まれていた（8月16日〜22日）。1934年の開場以来黒人エンターテインメント最高のステイタスとされるこの劇場に白人の出演記録は無い。しかし同名の黒人コーラス・グループ「ザ・クリケッツ」と混同したプロモーターが誤って「白いクリケッツ」をブッキング、かくてバディ＆クリケッツは白人による最初のアポロ出演として名を残すことになった。
9月ツアー一行116人を乗せる2台のバスはメイソン・ディクソン・ラインを越え北部から南部に入った。アトランタを経由しニューオリンズに入る国境線でバスはパトカーに呼び止められる。「警官は『ニューオリンズの州法により白人と黒人が同じステージに立つことは出来ない。』と言います。そして2台のバスは96人の黒人と20人の白人に振り分けられ、街に着くと別々のホテルに宿泊させられました。僕達はステージに上がる事は出来ず予定外の休暇となりました」（ニキ・サリヴァン）
9月27〜28日「メイビー・ベイビー」録音。ノーマン・ペティは録音の機会を待っていた。コーラル、ブランズウィックの2社からそれぞれ1枚ずつLPレコードをリリースするため最低でも必要な20曲を揃えるための新録音が求められていたからである。ノーマン・ペティの回想。「僕のトリオ（ノーマン・ペティ・トリオ）はサウンドトラック制作のためオクラホマ・シティに滞在してました。ツアー中のバディと連絡を取ると二日間の休暇があると言いました（上記ニューオリンズでのトラブルを指す）。それなら、と僕は彼らと合流しスタジオ、オフィサーズ・クラブを一晩借りて録音しました。その後ニューメキシコでバック・コーラスとエコーを加えマスターを完成させました」「ザットル・ビー・ザ・デイ」のヒット以降スタジオ録音はツアーやTV出演のスケジュールの合間を縫うようにして行われるようになる。
- 11月、「ペギー・スー」2位（R&B2位）、同月「オー・ボーイ！」10位、2曲のトップ10を叩き出す。
- 11月27日、LP「ザ・チャーピング・クリケッツ」リリース。
- 12月1日、「エド・サリヴァン・ショー」出演。
- 12月、ニキ・サリヴァン、過酷なツアーを理由にクリケッツ脱退。[6]

## 1958年
- 1月25日、ボブ・シール、バディとノーマン・ペティに「ペギー・スー」のゴールド・ディスクを進呈。
- 1月30日〜2月4日、ハワイ〜オーストラリア6日間のツアー。
- 2月、イングランド・ツアー。25日間で50回のステージ。
- 2月20日、LP「バディ・ホリー」発売。[6]

### ボビー・ダーリン

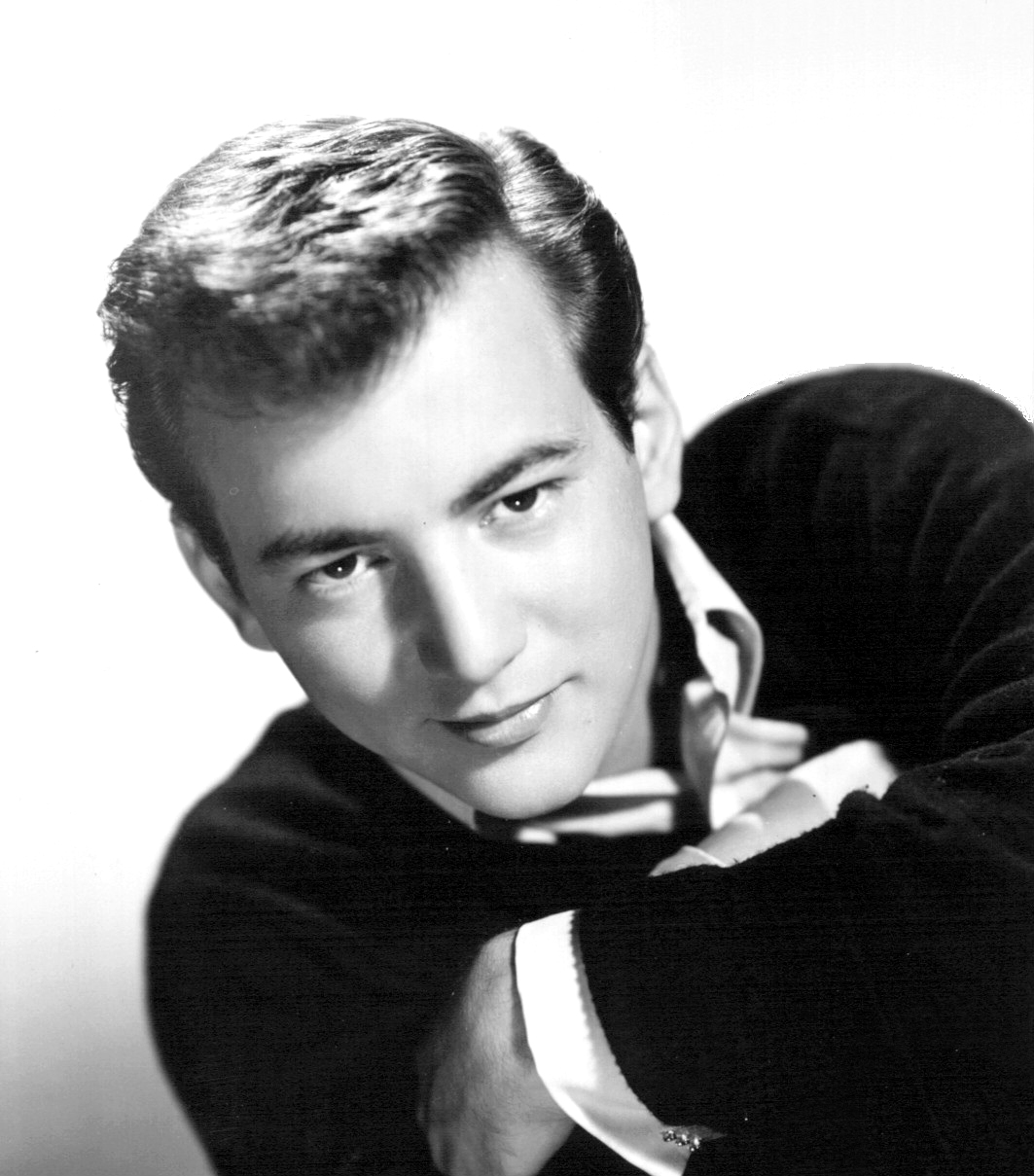
Bobby Darin 1959

6月ブランズウィックから1枚のシングルがリリースされた。ザ・ディン・ドンズの「アーリー・イン・ザ・モーニング」。ディン・ドンズはアトランティック傘下アトコ・レーベル所属のボビー・ダーリンの変名。以前録音しながら未発売となっている自信作「スプリッシュ・スプラッシュ」のリリースを待たずにアトコとの契約満了を目前としたダーリンは次への保険の意味で変名を使いブランズウィックに「アーリー〜」を録音したのだ。これに気付いたアトコはブランズウィックに対しオリジナルマスターの譲渡を要求、翌7月「リンキー・ディングス」名でアトコから発売するという。どちらかと言えば非はブランズウィック側にあるのだがこれに同じデッカ傘下のコーラルが反応した。自社で制作したマスターをみすみす他社に奪われた挙句ヒットされるのを指をくわえて見ている手は無い、と。プロモーションのためN.Yを訪れていたノーマン・ペティとバディにオリジナルの「アーリー〜」を聞かせ録音の同意を取ると翌日にはレコーディングの手配を完了、それはスタジオ、プロデューサー、アレンジ、バック・コーラスに至るまでダーリン版「アーリー〜」と全く同一の環境というもの。バディらとの交渉から48時間もたたずに録音された2曲は2週間後の7月5日にはレコード・ショップの店頭に並んでいた。2枚の「アーリー・イン・ザ・モーニング」は市場で対決、バディ最高32位、ダーリン24位とダーリン盤に軍配が上がった。図らずもボビー・ダーリンを巡る2社のつばぜり合いが生んだN.Y録音であった。

### ラブロマンス
「アーリー・イン・ザ・モーニング」の録音を見学する一人の女性がいた。ブロードウェイの音楽出版社ピア・サザン・ミュージックの受付嬢 マリア・エレナ・サンティアゴ 。叔母プロヴィ・ガルシアは同社ラテンアメリカ音楽部門エグゼクティヴ。彼女は前日バラの花束と共にバデイ・ホリーからプロポーズを受けたばかりだった。二人の出会いは1957年8月（「ザットル・ビー・ザ・デイ」がNo.1ヒットになった時）バディがピア・サザンを訪問した時。8月15日ラボックのバディの自宅で挙式。ノーマン・ペティは女性ファンの動揺を考慮し二人の結婚を公表せず表向きマリアをクリケッツの秘書と紹介した。

### バンド仲間、友情、賭け

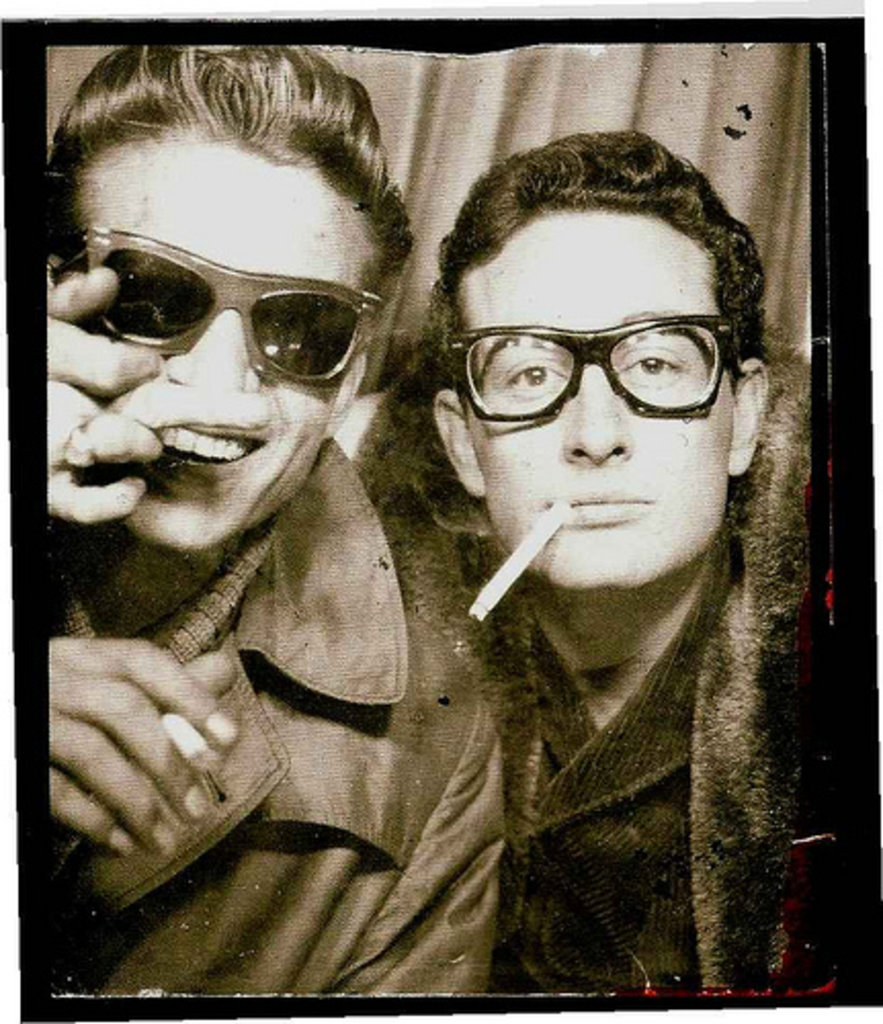
Waylon Jennings and Buddy Holly in 1959

この年（1958年）バディが関係したシングルが3枚7月ジェリー・アリソン「リアル・ワイルド・チャイルド」録音 。クリケッツのドラム、ジェリーがヴォーカルをとりバディがリードギターを担当。コーラルからアイヴァン（ジェリーのミドルネーム）名義でリリース。9月30日ルー・ジョルダーノ（Lou Giordano ）「ステイ・クロス・トゥ・ミー」録音。バディ・ホリーとフィル・エヴァリーが共同の形で作曲、プロデュース、バックコーラスを担当。エヴァリー・ブラザースとの関係は1957年12月N.Yパラマウント劇場の出演がきっかけ。エヴァリーズはバディの楽曲に興味を示し録音を望んだがマネージャーと出版社エイカフ・ローズ・ミュージックの強い拘束に阻まれ実現する事無く終わる。しかし二人の友情と才能がこのシングルを通じ実を結んだ。9月ウェイロン・ジェニングス「ウェン・シン・ストップス」録音。1954年頃からラボックのラジオ局KLLLに頻繁に出入りするバディとDJジェニングスは旧知の仲。ミュージシャンに転向するジェニングスのシングル制作をバディがプロデュース、ノ・ヴァ・ジャック・スタジオにキング・カーティス（Ts）を呼んだ。12月17日KLLL局内である賭けが行われた。「30分以内に作曲出来るかどうか」というジェニングスの挑戦にバディは「ユー・アー・ザ・ワン」を書き上げこれに応えた。録音されたアセテート盤の中で局のオーナー、レイ・カービンとジェニングスが手拍子でバディを囃し立てている。

### 最後のセッション

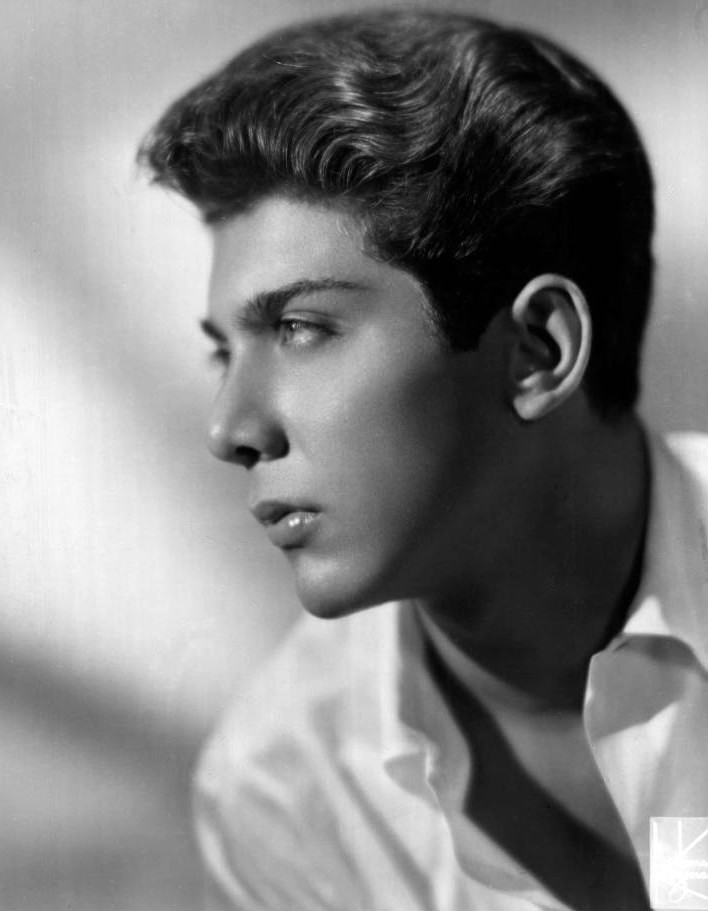
Paul Anka 1961

10月21日ピディアン・テンプル・スタジオにおいてバディ・ホリー唯一となる弦樂団との共演によるステレオ録音が行われた。最後のシングル「イット・ダズント・マター・エニーモア」を含む4曲を録音、生前最後の公式録音となった。ディック・ジェイコブスの回想。「夕方6時半頃バディが私のオフィスに来ました。9時に始まるセッションの編曲は出来上がっていたのですが彼は『ポール・アンカから素晴らしい曲をもらいました。今夜録音します。』と。急遽その「イット・ダズント・マター・エニーモア」という曲に取り組んだのですが私が出来た事と言えば簡単なストリングスのパートとユニゾンのピチカートのアレンジぐらい。ちょっとしたハプニングでしたが最高のレコードが出来ました」録音に立ち会ったノーマン・ペティはこう語る。「私は最初彼らがステレオで録音している事に気付きませんでした。彼らは4トラックのミキシングボードに全てのソースをモノラル入力していたのですがステージから離れた部屋で3トラックのマシンを使いステレオのミックスをしていました」

### マネーゲーム

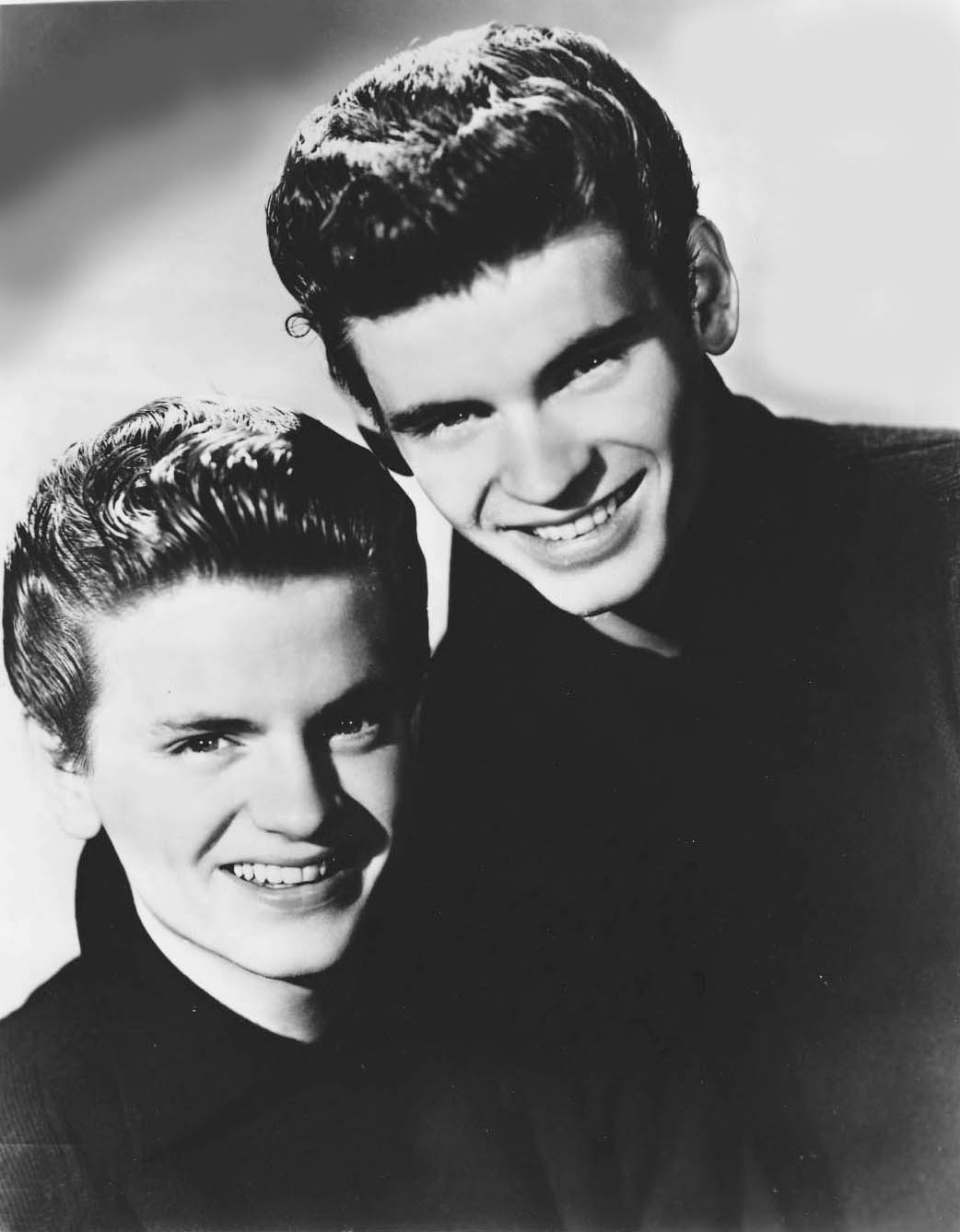
Everly Brothers

ミュージシャンとしての成功、そして結婚。順風と思われたバディの周辺が急にざわつき始める。マリアはクリケッツのツアーに同行しメンバーの身の回りの世話をしながらコンサートの収益を集計した。しばらくするとマリアと叔母ガルシアはある事に気付く。コーラル、ブランズウィックから支払われるバディ＆クリケッツのロイヤリティ（著作権使用料）をノーマン・ペティが自分の会社の口座に引き入れているらしい、と。それを知らされたバディはエヴァリー・ブラザースから紹介された弁護士ハロルド・オレンスタインを雇いペティと結んでいたマネージャー、プロデューサーとしての契約の解消とロイヤリティ回収に動く。
時を同じくしてもう一つの金銭トラブルが発生する。バディはN.Yのプロモーター、マニー・グリーンフィールドと「メデイア出演やコンサートを斡旋した場合その収益の5％を斡旋料として支払う」旨の約束を口頭で交わしていた。実際ディック・クラーク・ショーやイギリス・ツアーをブッキングしたグリーンフィールドに対しバディは約束通りの金額を支払ったがグリーンフィールドは「ブッカーとしてだけではなくマネージメントも行った」と主張、さらなる支払いを要求し訴訟を起こす。ニューヨーク法によれば「訴訟はニューヨーク州から州外に向けられたものであるため問題が解決するまで資産を凍結する」とした。これによりバディは必死に稼いだ金をどうする事も出来なくなった。
バディとノーマン・ペティの決別に対しクリケッツのメンバーが選んだ道はペティについていく事だった。バディを成功まで導いたペティ、アマチュア時代から苦楽を共にしてきたクリケッツの仲間たち。永遠に続くと思われた絆は脆くも崩れ去った。このトラブルに突き動かされるようにバディは最後のツアーへと向かう。

### アパートメントテープ
12月5日自宅録音開始。結婚を機に移り住んだグリニッチビレッジのアパートで作曲のアイデアやデモを新しく手に入れたギターを弾きながらレコーダーに吹き込んだ。ノーマン・ペティの回想。「バディは自宅で録音するためのテープ・レコーダーを欲しがってました。僕が最新の機器を薦めると「いや、僕が欲しいのは『ペギー・スー』を録音した、オクラホマ・シティで使ったのと同じもの。」と言うので、僕はその時使用したポータブル・レコーダーを彼に譲りました」以下マリア談「バディはよく 私に新しい曲の感想を聞きました。曲が出来ると、私と二人でピアノがある私の叔母のアパートへ行き、曲が正しく聞こえるかどうかの確認をしました。私の名前「マリア・エレナ」を曲名にしてもらいバディにスペイン語を教えながら一緒に歌った事がありますが、その時のテープはもうどこかへ行ってしまったでしょう」これらの音源はバディの死後ノーマン・ペティの手によりバッキングを加えたオーバーダビング処理がなされ「ペギー・スー・ゴット・マリッド」「ラブ・イズ・ストレンジ」などがシングル化された。

## 1959年

### 冬のダンスパーティー

「ウィンター・ダンス・パーティー」のスケジュール

最後のツアーとなる「ウィンター・ダンス・パーティー」の直前、レストラン「ブライアー・ハウス」でバディー・ホリー、ディック・ジェイコブス、デッカとコーラルの副社長を兼任するマーティ・ソルキンの三者による今後の音楽的方向性についての会議が開かれた。ジェイコブスは、「非常に満足する内容でした。ソルキンは『それが優れた音楽である限り変更の必要は無い。』と言いました。バディはこれから始まるツアーを楽しみにしてましたが、彼と会ったのはその時が最後となってしまいました…」と述べた。
その後、バディの自宅にツアーの関係者が集まった。参加したのはウェイロン・ジェニングス（Bass）、トミー・オールサップ（Gt）、カール・バンチ（Drs）ら三人であった。バディは彼らと練習を行い、1月20日にイリノイ州シカゴで他のミュージシャンと合流した。ツアーは1月23日ウィスコンシン州ミルウォーキーから始まり、2月15日まで中西部を中心に24都市で公演が行われる予定だった。
しかし、連日の長距離移動に加え、バスの度重なる故障、清潔な衣類の供給もままならない不衛生な環境、そして報酬の遅滞が発生するなど、初日から様々な問題が彼らを苦しめた。氷点下を下回る気温の中、カール・バンチは凍傷を患い、ビック・ボッパーはインフルエンザに感染した。

### 音楽が死んだ日
詳細は「音楽が死んだ日」参照
2月2日、ツアー11日目のアイオワ州クレアレイクの「サーフボールルーム」での公演を終えた一行は、次の公演先ミネソタ州ムーアヘッドへ向かう。バスによる365マイル（約600キロ）もの移動を嫌ったバディは、小型飛行機を借り、自分がツアーに誘ったジェニングスとオールサップも同乗させ、休養することを当日の公演前に決めていた。しかしジェニングスは体調不良のビッグ・ボッパーに気を遣って席を譲り、オールサップはヴァレンスとのコインの裏表の賭けに負けたためバスに搭乗した。2月3日午前0時55分、3人を乗せた飛行機は、猛吹雪の中メイソンシティ市営空港を離陸した。
2月3日UPI通信発表
テレビで事故を知った妊娠2か月のマリア夫人は流産、愛する家族を同時に失う悲劇に見舞われる。2月7日、ラボック・タバナクルバプテスト教会で葬儀が執り行われた。バディ・ホリー、享年わずか22歳であった。興行を主催したプロモート会社ゼネラル・アーティスト・コーポレーションは、事故の遠因となった過酷な日程を指摘されるもツアーを続行、ボビー・ヴィー（当時15歳）がバディの代役を行った。コーラルレコードは2月28日にLP『ザ・バディ・ホリー・ストーリー』をリリースし、故人を追悼。事故調査を行った民間航空委員会（CAB）は原因を「悪天候とパイロットのミスが重なり発生」と結論付けた。

## ディスコグラフィー

### アメリカ合衆国リリース
| シングル |                                                    |           |           |             |       |           |
| No       | タイトル                                           | レーベル  | 規格番号  | リリース    | 順位  | 順位(R&B) |
| 1        | Love Me/Blue Days, Black Nights                    | Decca     | 9-29854   | 1956 Apr 16 |       |           |
| 2        | Modern Don Juan/ You Are My One Desire             | Decca     | 9-30166   | 1956 Dec    |       |           |
| 3        | That'll Be the Day/I'm Looking for Someone to Love | Brunswick | 9-55009   | 1957 May 27 | 1     | 2         |
| 4        | Words of Love/Mailman, Bring Me No More Blues      | Coral     | 9-61852   | 1957 Jun 20 |       |           |
| 5        | Rock Around with Ollie Vee/That'll Be the Day      | Decca     | 9-30434   | 1957 Aug 12 |       |           |
| 6        | Peggy Sue/Everyday                                 | Coral     | 9-61885   | 1957 Sep 20 | 2     | 2         |
| 7        | Oh, Boy!/Not Fade Away                             | Brunswick | 9-55035   | 1957 Oct    | 10    | 13        |
| 8        | Love Me/You Are My One Desire                      | Decca     | 9-30543   | 1958 Jan 6  |       |           |
| 9        | I'm Gonna Love You Too/Listen to Me                | Coral     | 9-61947   | 1958 Feb 5  |       |           |
| 10       | Maybe Baby/Tell Me How                             | Brunswick | 9-55053   | 1958 Jan    | 17    | 4         |
| 11       | Rave On/Take Your Time                             | Coral     | 9-61985   | 1958 Apr 20 | 37    |           |
| 12       | Think It Over /Fool's Paradise                     | Brunswick | 9-55072   | 1958 May    | 27/58 |           |
| 13       | Girl on My Mind/Ting-a-Ling                        | Decca     | 9-30650   | 1958 Jun    |       |           |
| 14       | Early in the Morning/Now We're One                 | Coral     | 9-62006   | 1958 Jul 5  | 37    |           |
| 15       | It's So Easy/Lonesome Tears                        | Brunswick | 9-55094   | 1958 Sep    |       |           |
| 16       | Heartbeat/Well... All Right                        | Coral     | 9-62051   | 1958 Oct    | 82    |           |
| 17       | It Doesn't Matter Anymore /Raining in My Heart     | Coral     | 9-62074   | 1959 Jan    | 13/88 |           |
| 18       | Peggy Sue Got Married/Crying, Waiting, Hoping      | Coral     | 9-62134   | 1959 Jul    |       |           |
| 19       | True Love Ways/That Makes It Tough                 | Coral     | 9-62210   | 1960 Jun    |       |           |
| 20       | Reminiscing/Wait 'Til the Sun Shines, Nellie       | Coral     | 62329     | 1962 Aug    |       |           |
| 21       | Bo Diddley/ True Love Ways                         | Coral     | 62352     | 1963 Mar    | 116   |           |
| 22       | Brown Eyed Handsome Man/Wishing                    | Coral     | 62369     | 1963 Jul    | 113   |           |
| 23       | I'm Gonna Love You Too/Rock Around with Ollie Vee  | Coral     | 62390     | 1963 Dec    |       |           |
| 24       | What to Do/Slippin' and Slidin'                    | Coral     | 62448     | 1965 Apr    |       |           |
| 25       | Love Is Strange/You're the One                     | Coral     | 62558     | 1969 Mar 10 | 105   |           |
| アルバム |                                                    |           |           |             |       |           |
| 1        | The "Chirping" Crickets                            | Brunswick | BL 54038  | 1957 Nov    |       |           |
| 2        | Buddy Holly                                        | Coral     | CRL 57210 | 1958 Mar    |       |           |
| 3        | That'll Be the Day                                 | Decca     | DL 8707   | 1958 Apr    |       |           |

## レガシー（残されたもの）
バディ・ホリーが次世代に残した重要なもの、それは直接的なカヴァーやイミテーターでは無くもっと外枠の「自ら曲を書き演奏して歌う」、すなわちシンガーソングライターというミュージシャンとしての新しいスタイルにあった。加えて少人数によるバンド編成やストラトキャスターをかき鳴らすメガネのロックンローラーというかつてないスター像に少年達は憧れ模倣した。

### レジェンドたちの記憶
1957年7月イギリスのスキッフル・バンド、クオリーメンはなけなしのカネをはたいて1枚の78回転SP盤を制作する。バンドのメンバーは記念すべき最初の録音を共通のアイドル、バディ・ホリーの「ザットル・ビー・ザ・デイ」をディスクの片面に刻んだ。1960年ザ・クリケッツにあやかりバンド名を「ザ・ビートルズ」に変更する。(詳細はザ・ビートルズ参照)「僕はバディの歌い方、そして歌詞が好きなんだ。彼はそれまでのミュージシャンと全く違ってた。今では当たり前のように思うかもしれないけど、当時シンガーソングライターなんて言うものは一人もいなかった。僕とジョンは彼に触発され、オリジナル曲を書き始めたんだ。バディ・ホリーは素晴らしいミュージシャンさ。」(ポール・マッカートニー)
1974年ロックンロール史家ジム・ドーソンはジョン・レノンと書簡を通じバディ・ホリーに関する一問一答を交わした。以下要約。
回答末尾には「Love. John Lennon」の署名と共に眼鏡をかけた自身のイラストが添えられている。
1964年ザ・ローリング・ストーンズはシングル盤「ノット・フェイド・アウェイ」で米国デビュー。オリジナルは1957年バディ・ホリーがボ・ディドリー・ビートを下敷きにし作曲したもの。全米48位、英国3位を記録。「レコードのジャケットを見るまでバディ・ホリーは黒人だと思ってた。」「バディから曲の書き方とそれをまとめる方法を学んだ。彼は美しい作家さ」(ミック・ジャガー)「1958年頃(イギリスでは)エルヴィスかバディ・ホリーの二派に分かれてたよな。見りゃすぐに分かったもんさ。エルヴィスファンは黒の革ジャン、バディのファンは何となくバディっぽい恰好してたもんだ。」(キース・リチャーズ )
「バディ・ホリーは当時の音楽ヒーローの中でも一番親しみやすい存在だったね。そして唯一無二の本物だ。」(エリック・クラプトン、ロックギタリスト)
1959年1月31日ミネソタ州ダルース、事故3日前のバディー・ホリーのステージ。客席最前列に17歳の少年ボビー・ジマーマンがいた。「彼（バディ）とは3フィートしか離れていなかった。・・・そして彼は僕を見た。」（ボブ・ディラン 1998年グラミー賞でのスピーチ）
ホリーズのグループ名はバディー・ホリーにちなんで命名された。ロリー・ギャラガーはバディに憧れストラトキャスターをメインギターにした。エルヴィス・コステロはデビュー時バディを模した黒メガネをトレードマークにした。

### オマージュ/トリビュート

#### 音楽
1961年9月マイク・ベリー「トリビュート・トゥ・バディ・ホリー」リリース。初期フォロワーの一人として数えられるベリーによるトリビュート曲。UKチャート最高24位を記録。1971年11月ドン・マクリーン「アメリカン・パイ」リリース。翌年1月から4週連続1位を記録。3人のロックスターの死を題材としたトリビュートソング中最も著名な曲となる。以来この曲中繰り返される「音楽が死んだ日」というフレーズは1959年2月3日の航空事故を指す事となった。1994年ウィーザー「バディ・ホリー」リリース。デビューアルバム『ウィーザー (ザ・ブルー・アルバム)』からのシングルカットはビルボード誌オルタナティブ部門2位を記録。

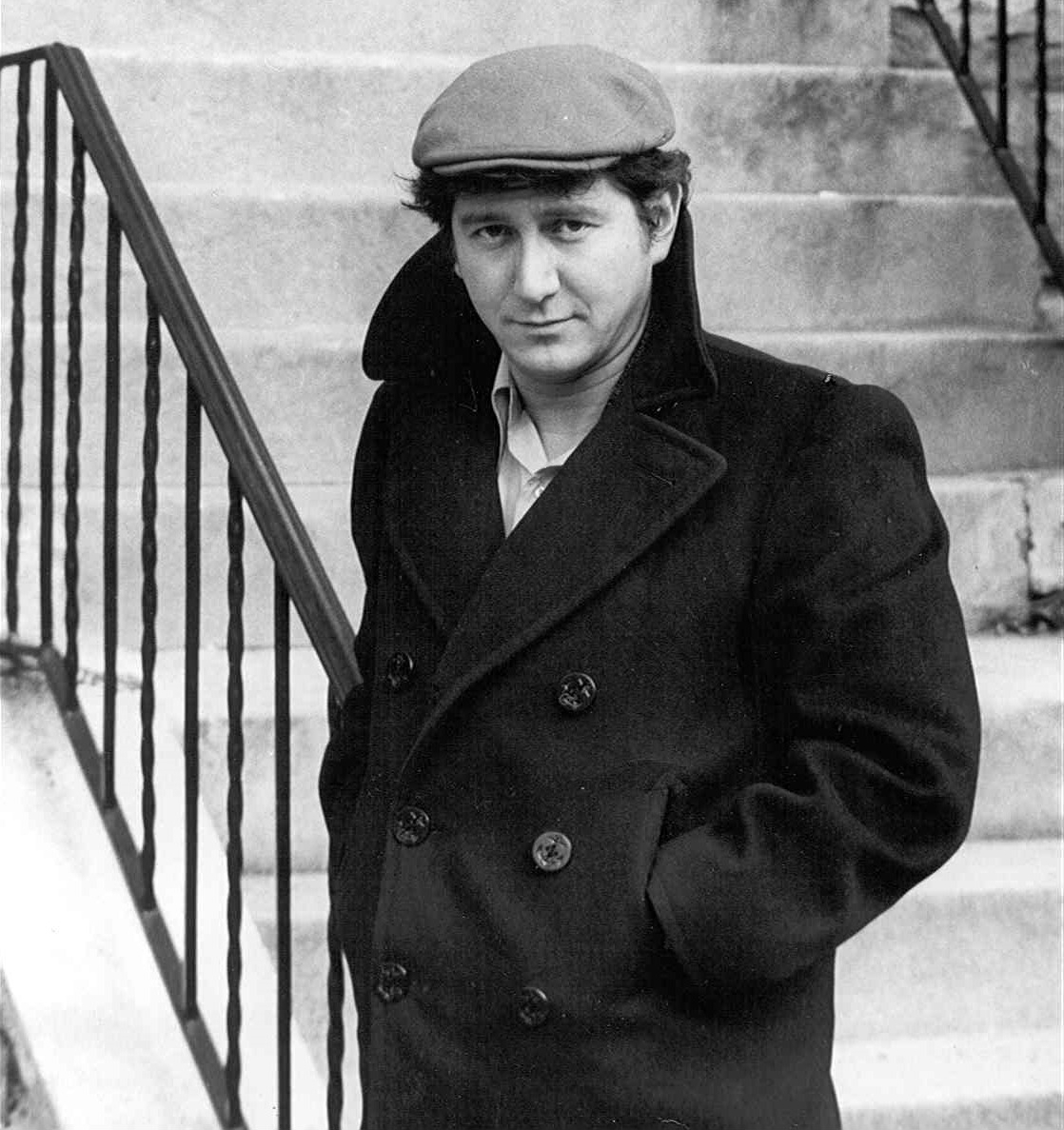
Phil Ochs
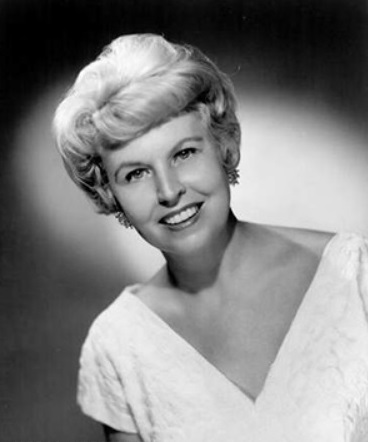
Ruby Wright
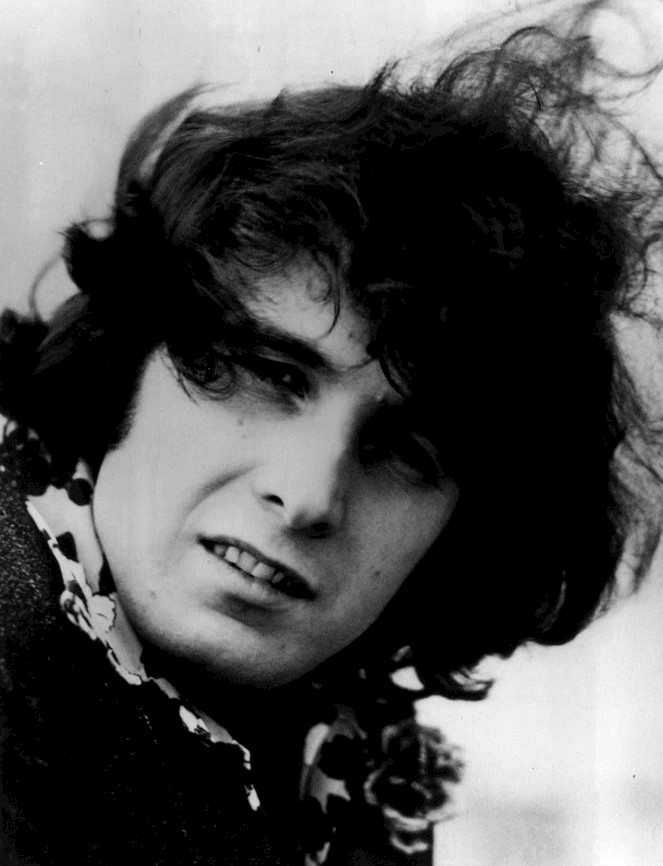
Don McLean
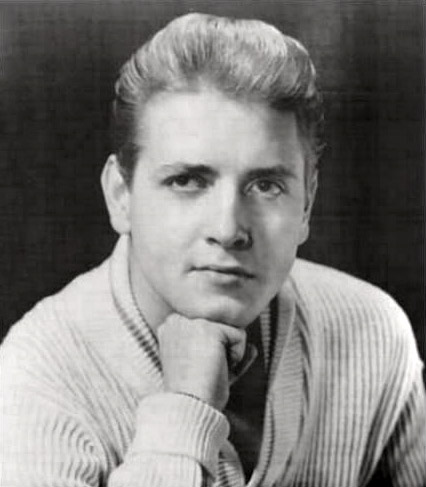
Eddie Cochran

| バディ・ホリー個人へのトリビュート                                     |                    |                                           |                                                                               |                       |                      |          |          |
| No                                                                     | 国籍               | アーティスト                              | 曲名                                                                          | レーベル              | 規格番号             | 形態     | リリース |
| 1                                                                      | イギリスの旗       | Mike Berry With The Outlaws               | Tribute To Buddy Holly                                                        | His Master's Voice    | POP 912 / 45-POP 912 | シングル | 1961     |
| 2                                                                      | アメリカ合衆国の旗 | Chad Allan and The Reflections            | Tribute To Buddy Holly                                                        | Canadian-American     | CA-802               | シングル | 1962     |
| 3                                                                      | スウェーデンの旗   | Hep Stars                                 | A Tribute To Buddy Holly                                                      | Olga                  | SO 04                | シングル | 1965     |
| 4                                                                      | ドイツの旗         | Beat Buddies                              | A Tribute To Buddy Holly                                                      | Hansa                 | 18 528 AT            | シングル | 1965     |
| 5                                                                      | [ 注釈 39 ]        | Phil Ochs                                 | Buddy Holly Medley                                                            | A&M                   | 9010                 | LP       | 1974     |
| 6                                                                      | オランダの旗       | Pilot                                     | Oh Buddy Holly                                                                | Negram                | NY-15                | LP       | 1974     |
| 7                                                                      | アメリカ合衆国の旗 | Micky Dolenz                              | Buddy Holly Tribute                                                           | Romar                 | RO 715               | シングル | 1974     |
| 8                                                                      | イギリスの旗       | The Rubettes                              | My Buddy Holly Days                                                           | State                 | 2309 004             | LP       | 1975     |
| 9                                                                      | イギリスの旗       | Ashford                                   | And Buddy Played Peggy Sue                                                    | Warner Bros           | K 16495              | シングル | 1975     |
| 10                                                                     | イギリスの旗       | Showaddywaddy                             | Reve On                                                                       | Bell                  | BELLS 256            | LP       | 1975     |
| 11                                                                     | ドイツの旗         | Frank Rothe                               | Die Legende Von Buddy Holly                                                   | Aladin                | 1C 006-31 991        | シングル | 1976     |
| 12                                                                     | アメリカ合衆国の旗 | Waylon Jennings                           | Old Friend                                                                    | RCA                   | AFL 1-1816           | LP       | 1976     |
| 13                                                                     | アメリカ合衆国の旗 | Mtalock                                   | Oh! Buddy (The Music Will Never Die)                                          | Le Cam                | LC-915               | シングル | 1978     |
| 14                                                                     | オランダの旗       | Familee                                   | The Story Of Buddy Holly (Medley)                                             | Bovema Negram         | 5N 006-26206         | シングル | 1979     |
| 15                                                                     | フィンランドの旗   | Teddy & The Tigers                        | Tribute To Buddy Holly                                                        | Poko                  | HOLLY 021            | シングル | 1979     |
| 16                                                                     | スウェーデンの旗   | Gyllene Tider                             | Ska Vi älska, Så Ska Vi älska Till Buddy Holly                                | Parlophone            | 7C 006-35758         | シングル | 1980     |
| 17                                                                     | アメリカ合衆国の旗 | Sonny Curtis                              | The Real Buddy Holly Story                                                    | Elektra               | E-46616              | シングル | 1980     |
| 18                                                                     | イギリスの旗       | The Squares                               | Buddy Holly                                                                   | Airebeat 4            | TICK 1               | シングル | 1980     |
| 19                                                                     | アメリカ合衆国の旗 | Skidmark Band                             | Forget Buddy Holly?                                                           | Bejak                 | TSS-1018             | シングル | 1982     |
| 20                                                                     | ドイツの旗         | Andreas Martin                            | Das Erste Mal Im Leben (I Feel Like Buddy Holly)                              | Coconut               | 106 803              | シングル | 1984     |
| 21                                                                     | イギリスの旗       | Alvin Stardust                            | I Feel Like Buddy Holly                                                       | Chrysalis             | CHS 2784             | シングル | 1984     |
| 22                                                                     | イギリスの旗       | Iain Sutherland                           | It Could'a Been Buddy Holly                                                   | Avatar Communications | AVAT6                | シングル | 1984     |
| 23                                                                     | アメリカ合衆国の旗 | John Rogers And The Time Travlers         | Buddy Holly Days                                                              | Fraternity            | F3504                | シングル | 1985     |
| 24                                                                     | イギリスの旗       | Bobby Vee And The Crickets                | Buddy Holly Medley (What To Do; Crying, Waiting, Hoping; Learning The Game)   | Rollercoaster         | RRC 2009             | シングル | 1992     |
| 25                                                                     | アメリカ合衆国の旗 | Weezer                                    | Buddy Holly                                                                   | Geffen                | GFS 88               | シングル | 1995     |
| 26                                                                     | アメリカ合衆国の旗 | The Smugglers                             | Buddy Holly Convention                                                        | Lookout!              | LK185 / MRS-028      | EP       | 1997     |
| バディ・ホリー、リッチー・ヴァレンス、ビッグ・ボッパーへのトリビュート |                    |                                           |                                                                               |                       |                      |          |          |
| No                                                                     | 国籍               | アーティスト                              | 曲名                                                                          | レーベル              | 規格番号             | 形態     | リリース |
| 1                                                                      | アメリカ合衆国の旗 | Scott Wood                                | In Tribute To The Big Bopper, Ritchie Valens, And Buddy Holly (Three Friends) | B.E.A.T.              | 1008                 | シングル | 1959     |
| 2                                                                      | アメリカ合衆国の旗 | Tommy Dee With Teen - Aires And Orchestra | Three Stars                                                                   | Crest                 | 45-1057              | シングル | 1959     |
| 3                                                                      | アメリカ合衆国の旗 | Loretta Thompson                          | Buddy - Big Bopper - Ritchie (You'll Never Be Gone)                           | Scoop                 | 45-1050              | シングル | 1959     |
| 4                                                                      | アメリカ合衆国の旗 | Bennie Barnes                             | Gold Records In The Snow                                                      | D                     | 1052                 | シングル | 1959     |
| 5                                                                      | アメリカ合衆国の旗 | Hershel Almond                            | The Great Tragedy                                                             | Ace                   | 558                  | シングル | 1959     |
| 6                                                                      | アメリカ合衆国の旗 | Lee Davis                                 | Three Young Men                                                               | Cub                   | K9026                | シングル | 1959     |
| 7                                                                      | アメリカ合衆国の旗 | Ruby Wright                               | Three Stars                                                                   | King                  | 45-S-5192            | シングル | 1959     |
| 7                                                                      | アメリカ合衆国の旗 | Ray Campi                                 | Ballad Of Donna And Peggy Sue (A Tribute To Ritchie Valens And Buddy Holly)   | D                     | 1047                 | シングル | 1959     |
| 8                                                                      | [ 注釈 45 ]        | Eddie Cochran                             | Three Stars                                                                   | Liberty               | LIB 10249            | シングル | 1966     |
| 9                                                                      | アメリカ合衆国の旗 | Don McLean                                | American Pie                                                                  | United Artists        | 50856                | シングル | 1971     |

#### 映画/舞台
1978年5月コロンビアピクチャーズ配給映画「バディー・ホリー・ストーリー」公開。バディ役ゲイリー・ビジーは役作りのため32ポンドの減量を行い代役に頼る事無く自ら演奏、歌唱。評論家やファンから称賛を受ける。クリケッツのメンバーは事実と異なる部分に関し否定的だが作品は120万ドルの制作費に対し興行収入1,430万ドルを記録した。
1987年7月コロンビア配給映画「ラ★バンバ」公開。リッチー・ヴァレンスの生涯を描いた作品。ロス・ロボスがサウンドトラックを担当。主題歌「ラ・バンバ」が全米No.1ヒット。マーシャル・クレンショーがバディ役を演じた。制作費650万ドル、興行収入5,422万ドル。
1989年ミュージカル「バディ - ザ・バディ・ホリー・ストーリー」上演。舞台は英国ロイヤル劇場でスタート。好評を博し世界各国で上演。ローレンス・オリヴィエ賞、トニー賞を始め多数受賞。日本では1997年陣内孝則主演により公開。2018年までに出演者の総数は2万人を越え2,200万人の観客を動員、2019年現在もステージは続く。
1973年公開ユニバーサル映画「アメリカン・グラフィティ」の作品中「バディ・ホリーが死んでロックンロールは終わった」というセリフがある。

## イクイップメント・ギア

### ギター/アンプ

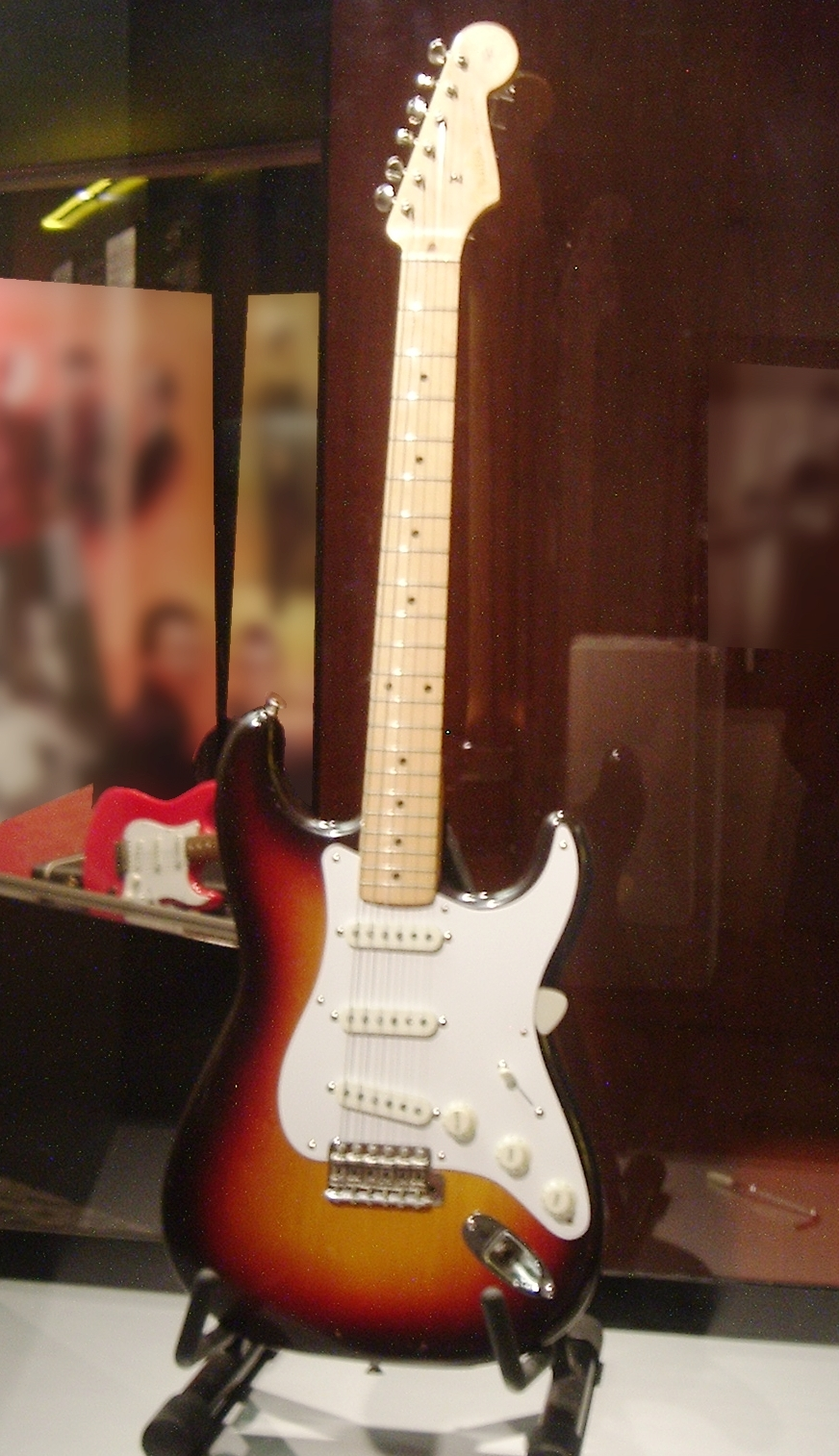
1954年製ストラトキャスター（バディ・ホリー・センター所蔵）

1954年地元ラボックの楽器店アデア・ミュージック・カンパニーからギブソン社製エレクトリック・ギター、レス・ポール・モデルを購入。1952年製ゴールドトップ、トラピーズ・テイルピース、P90ピックアップ等同モデル最初期のスペックを持つ。しかし数か月後レス・ポールの重量に対する不満からフェンダー社最新モデル、ストラトキャスターに持ち替える。この邂逅はロック・ギタリスト史上最初のストラト・ヒーローを生んだ。アンプはレス・ポールと同時にフロント・グリルに「LP」ロゴの入ったレス・ポール・モデルを購入、バディ＆ボブのステージで使用した。ノ・ヴァ・ジャック・スタジオではノーマン・ペティ所有フェンダー社製TVフロント・プロを、ライブステージではキャパシティーの拡大に合わせベースマンを使用した。アコースティック・ギターはギブソンJ-45とJ-200、共にサンバーストのフィニッシュ。1944年製J-45は戦時下鉄の使用を制限されたギブソンがやむなくトラスロッド無しで製造したもの(故にヘッドにロッドカバーは無い)。エルヴィスに憧れ革製のカバーを付け演奏した。

### 眼鏡
テキサス州ラボックの検眼医J・デイビス・アーミステッド博士はかかりつけの患者の眼鏡フレームを探していた。患者の職業はミュージシャン、視力は0.025と非常に悪い。本人はステージでの眼鏡を嫌いコンタクトレンズを使用していたが当時のコンタクトは現在に比べサイズが大きく装着感も悪いうえ一度の使用のみに限られていた。あるステージを裸眼で挑んだ彼は演奏中落としたピックを探すため舞台を這いつくばるハメに。これに懲りたか眼鏡を使用すると言う。しかし一般的なフレームを嫌い個性の強いデザインを求めていた。博士はメキシコ旅行中見かけたメガネブランド、ファオーサを2種購入し持ち帰る。これこそバディ・ホリーにふさわしい、と。

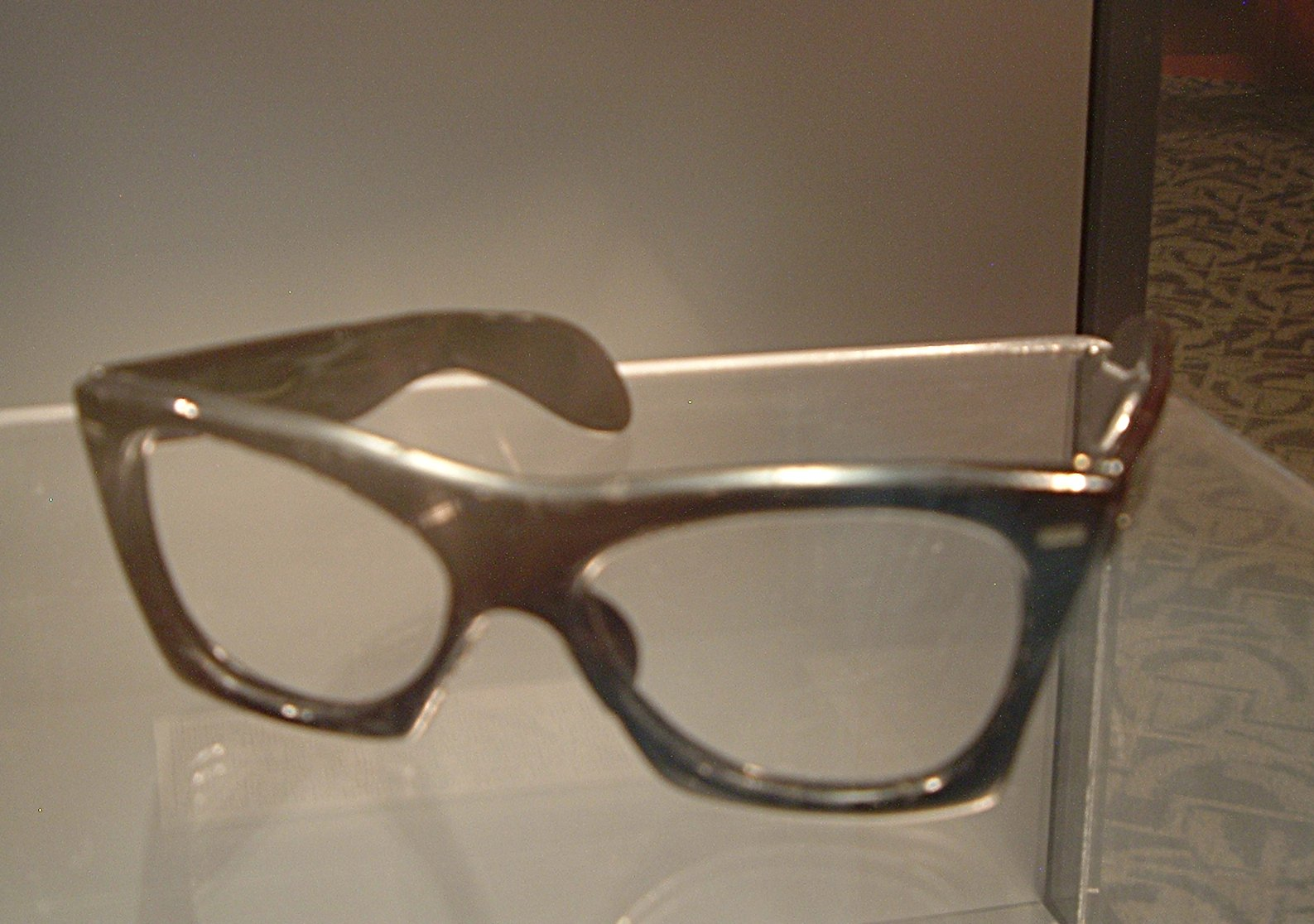
ファオーサ（バディ・ホリー・センター所蔵）

1980年2月29日アイオワ州セロゴルド群の保安官ジェリー・アレンは保管庫を調査中、古い封筒を見つけた。それは検死官のオフィスからのもので中を開けるとレンズの傷ついた黒い角ばった眼鏡が入っていた。説明には「チャールズ・ハーディン・ホリー 1959年4月7日」とある。20年間所在不明だった遺品はマリア未亡人の元を経て2020年現在バディ・ホリー・センターに展示されている。

## モチーフ＆パロディ
- 映画『シックス・ストリング・サムライ』 - 主人公のモチーフとなった。
- ルベッツ「My Buddy Holly Days」 - 曲調・歌唱・演奏を真似た楽曲。1975年のアルバム『ルベッツ（英語版）』に収録。